# Síndrome de dèficit postural
La síndrome de dèficit postural és l'origen de causa de desequilibris i dolors musculars. Relacionat amb la postura inadequada de l'individu durant molt de temps o pel mateix creixement, no se sap amb certesa perquè és dona. Depenent del pacient, pot expressar o no la simptomatologia, ja que si la expressa pot generar molt malt estar i si perdura pot desencadenar problemes psicològics i socials. El sentit que connecta els sentits que funcionen a la vegada és el que està desequilibrat i fa que tot sigui més difícil de fer per l'individu.
La simptomatologia pot ser: mal de cap, dolor als ulls, visió borrosa o no clara, visió doble (sense cap problema visual de fons), asimetria facial, mal estar general, dolor a la part abdominal dreta, dolor a l'esquena o cervicals, trastorns psicològics, dificultat de concentració (TDAH), dislèxia, dificultat per pensar amb claredat, mal equilibri, maldestre, mala coordinació, dificultat al llegir.
El tractament pot ser a la visió si el desequilibri surt d'allà, utilitzant uns prismes que faran que els dos ulls estiguin equilibrats i relaxin el nervi òptic i el nervi trigemin, ja que la graduació dels prismes aniria baixant en passar el temps fins que ja no fossin necessaris. Casos de gent amb dolors d'esquena crònics i gent amb problemes en caminar, en posar-se uns prismes adients al seu desequilibri deixen d'estar malament al moment.
La relació amb la salut bucal és el més important, ja que mossegades creuades i mala posició dental té conseqüències. El tractament bucal seria uns aparells o fundes blanques que corregirien la posició dental. També en molts casos corregirien la vista, ja que la boca mana sobre els ulls i això fa que des de la boca es pugui corregir el desequilibri sense prismes. Tot i així, casos diagnosticats, al portar les fundes bucals encara veuen borrós un temps. A part d'això, una bona salut bucal servirà per millorar molts aspectes cognitius.
El tractament també es pot fer amb la utilització de plantilles per corregir una mala posició. Les bones postures ajuden a millorar el desequilibri, ja que es recomana no tenir una posició del cap inclinat cap abaix i tenir els peus paral·lels un a l'altre amb una separació d'un pam i mig i rectes. També amb l'osteopatia es pot ajudar a millorar-ho juntament amb una dieta especial donada per aquests casos. La pràctica de arts marcials com el taekwondo o hapkido és recomanada, ja que ajudarà a una millora de la coordinació i la introspecció.

## Criticisme
No està científicament provada la utilitat de la posturologia tant en el diagnòstic com en el tractament.